# 船橋市立芝山東小学校
船橋市立芝山東小学校（ふなばししりつ しばやまひがししょうがっこう）は、千葉県船橋市芝山三丁目にある公立小学校。